# Timescape (Kosmologie)
Das Timescape-Modell (von engl. time – Zeit und landscape – Landschaft) ist eine kosmologische Beschreibung des Universums, welche den unterschiedlichen Zeitablauf (sogen. Zeitdilatation) in einem inhomogenen Universum berücksichtigt. Dieses Zeitdilatationsmodell wurde von David L Wiltshire vorgeschlagen um die nicht fassbare dunkle Energie des Standard-Lambda-CDM-Modells zu ersetzen. Er argumentiert, dass quasilokale Variationen des Gravitationspotentials zu der falschen Schlussfolgerung geführt hätten, dass sich die Expansion des Universums beschleunigt.

## Dunkle Energie und die Hubble-Spannung
Obwohl die Existenz der dunklen Energie seit langem als grundlegende Kraft hinter einem der größten Rätsel der Astronomie anerkannt ist, bleibt sie theoretisch. Das Konzept einer mysteriösen unsichtbaren Kraft wurde ursprünglich eingeführt, um Phänomene zu erklären, die das Standardmodell der Physik derzeit nicht erklären kann. Viele Wissenschaftler haben jedoch die anhaltenden Ungereimtheiten der Theorie anerkannt, zu denen auch das gehört, was Astronomen die „Hubble-Spannung“ nennen. Dabei weichen die direkt beobachteten Messungen der Expansionsrate (insbesondere durch nahe Objekte wie Cepheiden und Supernovae) von denen ab, die durch das Standardmodell (Lambda-CDM) basierend auf den Messungen der kosmischen Hintergrundstrahlung (CMB) vorhergesagt werden.

## Kritik an der homogenen Modellannahme
Wissenschaftler identifizierten diese Aspekte fälschlicherweise als dunkle Energie, da das Äquivalenzprinzip besagt, dass Gravitations- und Trägheitsenergie gleichwertig sind und somit verhindert wird, dass Aspekte der Gravitationsenergie auf lokaler Ebene differenziert werden. Diese Fehlidentifikation sei das Ergebnis der Annahme eines im Wesentlichen homogenen Universums, wie es das Standardmodell der Kosmologie vorschlägt, und der Nichtberücksichtigung zeitlicher Unterschiede zwischen materiedichten Bereichen und Hohlräumen. Wiltshire und andere argumentierten, dass, wenn das Universum nicht nur als nicht homogen, sondern auch als nicht flach angenommen wird, Modelle entwickelt werden könnten, in denen die scheinbare Beschleunigung der Expansion des Universums anders erklärt werden könnte.

## Gravitative Zeitdilatation als Erklärung
Das Timescape-Modell schlägt vor, dass die beobachtete Beschleunigung der Expansion des Universums nicht durch dunkle Energie getrieben wird, sondern stattdessen eine Folge davon ist, wie Zeit und Entfernung in verschiedenen gravitativen Umgebungen unterschiedlich gemessen werden. Dieses Modell integriert Konzepte der gravitativen Zeitdilatation, ein Phänomen, das von der allgemeinen Relativitätstheorie vorhergesagt wird. In Regionen mit intensiver Gravitation, wie innerhalb von Galaxien, bewegt sich die Zeit langsamer im Vergleich zu Regionen mit schwächerer Gravitation, wie kosmischen Leerräumen. Wenn wir die Expansion des Universums aus unserer Perspektive innerhalb einer Galaxie messen, nehmen wir Regionen mit schwächerer Gravitation als schneller expandierend wahr, was die Illusion der Beschleunigung erzeugt. Aus der Perspektive desselben Beobachters wird sich eine Uhr also im leeren Raum, der eine geringe Gravitation aufweist, schneller bewegen als in einer Galaxie, die eine viel höhere Schwerkraft aufweist und Wiltshire argumentiert, dass es einen Unterschied von bis zu 38 % zwischen der Zeit auf Uhren in der Milchstraße und denen in einer Galaxie gibt, die in einem Void schwebt. Wenn wir dies also nicht korrigieren können, werden unsere Beobachtungen der Raumausdehnung falsch sein und sind es auch. Wiltshire behauptet, dass die Supernova-Beobachtungen von 1998, die zu dem Schluss führten, dass ein expandierendes Universum und dunkle Energie vorliegen, stattdessen durch Bucherts Gleichungen erklärt werden können, wenn diese zeitbezogenen Aspekte der allgemeinen Relativitätstheorie berücksichtigt werden.
Bereits Hubble akzeptierte nie völlig, dass die Rotverschiebung nur von der Radialgeschwindigkeit der Galaxien herrühren sollte. Er bestand darauf, die aus der Rotverschiebung abgeleitete Bewegung als „scheinbare Geschwindigkeit“ zu beschreiben und führte dies auch auf eine scheinbare Verlangsamung der Atomschwingungen nach de Sitter zurück.

## Beobachtungen
Eine Studie aus dem Jahr 2024, die den Datensatz der Supernova Typ Ia von Pantheon+ untersuchte, führte einen bedeutenden Test des Timescape-Modells durch. Durch die Anwendung eines modellunabhängigen statistischen Ansatzes fanden die Forscher heraus, dass das Timescape-Modell die beobachtete kosmische „Beschleunigung“ erklären konnte, ohne dass dunkle Energie erforderlich war. Dieses Ergebnis deutete darauf hin, dass inhomogene kosmologische Modelle praktikable Alternativen zum Standard-ΛCDM-Rahmen bieten könnten, und rechtfertigte eine weitere Untersuchung, um ihre Fähigkeit zur Erklärung anderer wichtiger kosmologischer Phänomene zu beurteilen. Eine zusätzliche Auswertung dieses Datensatzes ergab, dass das Timescape-Modell in einigen Szenarien eine passendere Interpretation als das Standard-ΛCDM-Modell liefern könnte; das Forschungsteam verwendete hierbei ein möglichst geometrieunabhängiges Verfahren und wies auf den Bedarf einer stärker kosmologieunabhängigen Datenauswertung hin, um die statistische Homogenität gründlicher zu analysieren.
Sollten zukünftige Beobachtungen das Timescape-Modell weiterhin unterstützen, würde dies unser Verständnis des Universums revolutionieren. Aber es gibt Gründe, vorsichtig zu sein. Zunächst einmal ist das Timescape-Modell nur eine von vielen vorgeschlagenen Alternativen zum Standardmodell, auf die diese Studie nicht eingeht. Das Timescape-Modell hat auch einige eigene interne Probleme, die gelöst werden müssten, um das neue kosmologische Modell zu werden. Aber es ist nun klar, dass nicht ignoriert werden kann, dass das Standardmodell möglicherweise falsch ist.
Falls die Zeitdilatationskosmologie validiert wird, könnte sie die Notwendigkeit dunkler Energie überflüssig machen und die Forschung auf das Verständnis der Dynamik von Leerräumen und die Rückreaktion der Inhomogenität umleiten. Praktische Herausforderungen bestehen jedoch darin, kosmologische Parameter wie die Hubble-Konstante (H₀) und baryonische akustische Oszillationen (BAO) neu zu kalibrieren. Der Paradigmenwechsel, den die Zeitdilatationskosmologie impliziert, wirft Fragen zur Natur des wissenschaftlichen Konsenses und zu den Kriterien für die Akzeptanz grundlegender Veränderungen auf. Sie unterstreicht zudem die Bedeutung einer offenen wissenschaftlichen Untersuchung und der Vielfalt von Modellen.